# Golden Gate Open 2023
Il Golden Gate Open 2023 è stato un torneo di tennis professionistico maschile e femminile giocato sui campi in cemento del Taube Tennis Center di Stanford, negli Stati Uniti d'America. È stata la 1ª edizione del torneo maschile, facente parte della categoria Challenger 125 nell'ambito dell'ATP Challenger Tour 2023, con un montepremi di 160 000 $. È stata anche la 1ª edizione del torneo femminile, che fa parte della categoria WTA 125 con un montepremi di 160 000 $. Il torneo si è giocato combined dal 13 al 19 agosto 2023.
È stato il primo torneo WTA 125 della stagione a prevedere un montepremi pari a quelli dei tornei Challenger 125. I precedenti tornei WTA 125 del 2023 offrivano montepremi di 115 000 $.

## Partecipanti ATP singolare

### Teste di serie
| Nazionalità | Giocatore              | Ranking* | Testa di serie |
| ----------- | ---------------------- | -------- | -------------- |
| Francia     | Arthur Rinderknech     | 61       | 1              |
| Giappone    | Yosuke Watanuki        | 94       | 2              |
| Stati Uniti | Michael Mmoh           | 104      | 3              |
| Francia     | Constant Lestienne     | 114      | 4              |
| Croazia     | Borna Gojo             | 117      | 5              |
| Australia   | James Duckworth        | 124      | 6              |
| Stati Uniti | Aleksandar Kovacevic   | 129      | 7              |
| Argentina   | Thiago Agustín Tirante | 134      | 8              |

* Ranking al 7 agosto 2023.

### Altri partecipanti
I seguenti giocatori hanno ricevuto una wild card per il tabellone principale:
- Samir Banerjee
- Ethan Quinn
- Fernando Verdasco

Il seguente giocatore è entrato in tabellone con il ranking protetto:
- Bradley Klahn

I seguenti giocatori sono entrati in tabellone come special exempt:
- Adam Walton

Il seguente giocatore è entrato in tabellone come alternate:
- Michail Kukuškin
- Zachary Svajda
- Dane Sweeny

I seguenti giocatori sono passati dalle qualificazioni:
- Emilio Nava
- Tristan Boyer
- Alexander Cozbinov
- Jason Jung
- Mitchell Krueger
- Nick Chappell

Il seguente giocatore è entrato in tabellone come lucky loser:
- Colin Markes

## Partecipanti WTA singolare

### Teste di serie
| Nazionalità | Giocatore         | Ranking* | Testa di serie |
| ----------- | ----------------- | -------- | -------------- |
| Germania    | Tamara Korpatsch  | 80       | 1              |
|             | Kamilla Rachimova | 82       | 2              |
| Stati Uniti | Claire Liu        | 83       | 3              |
| Giappone    | Nao Hibino        | 84       | 8              |
|             | Diana Šnaider     | 87       | 5              |
| Ucraina     | Kateryna Baindl   | 88       | 6              |
| Svezia      | Rebecca Peterson  | 89       | 7              |
| Montenegro  | Danka Kovinić     | 97       | 8              |

* Ranking al 7 agosto 2023.

### Altre partecipanti
Le seguenti giocatrici hanno ricevuto una wild-card per il tabellone principale:
- Angelica Blake
- Claire Liu
- CoCo Vandeweghe
- Carol Zhao

Le seguenti giocatrici sono passate dalle qualificazioni:
- Mai Hontama
- Valerija Savinych
- Iryna Šymanovič
- Wang Yafan

La seguente giocatrice è entrata in tabellone come lucky loser:
- Hailey Baptiste

### Ritiri
- Emina Bektas → sostituita da  Hailey Baptiste
- Harriet Dart → sostituita da  Bai Zhuoxuan
- Jule Niemeier → sostituita da  Robin Montgomery
- Nuria Párrizas Díaz → sostituita da  Heather Watson

## Partecipanti WTA doppio

### Teste di serie
| Nazionalità | Giocatore              | Nazionalità | Giocatore          | Ranking* | Testa di serie |
| ----------- | ---------------------- | ----------- | ------------------ | -------- | -------------- |
| Brasile     | Ingrid Gamarra Martins |             | Lidzija Marozava   | 120      | 2              |
| Giappone    | Makoto Ninomiya        | Stati Uniti | Sabrina Santamaria | 141      | 2              |
|             | Kamilla Rachimova      |             | Iryna Šymanovič    | 193      | 3              |
| Stati Uniti | Sophie Chang           | Regno Unito | Heather Watson     | 197      | 4              |

* Ranking del 7 agosto 2023.

### Altri partecipanti
La seguente coppia ha ricevuto una wild card per il tabellone principale:
- Alexis Blokhina /  Connie Ma

## Campioni

### Singolare maschile
Constant Lestienne ha sconfitto in finale  Emilio Nava con il punteggio di 7–6(4), 6–2.

### Singolare femminile
Wang Yafan ha sconfitto in finale  Kamilla Rachimova con il punteggio di 6–2, 6–0.

### Doppio maschile
Diego Hidalgo /  Cristian Rodríguez hanno sconfitto in finale  Julian Cash /  Henry Patten con il punteggio di 6(1)–7, 6–4, [10–8].

### Doppio femminile
Jodie Burrage /  Olivia Gadecki hanno sconfitto in finale  Hailey Baptiste /  Claire Liu con il punteggio di 7–6(4), 6(6)–7, [10–8].